# Buddleja asiatica
Buddleja asiatica là một loài thực vật có hoa trong họ Huyền sâm. Loài này được Lour. mô tả khoa học đầu tiên năm 1790.